# Juraj Kotula
Juraj Kotula (Bratislava, 30 settembre 1995) è un calciatore slovacco, difensore del Ružomberok.

## Carriera

### Club
Ha giocato nella prima divisione slovacca.

### Nazionale
Dopo aver giocato anche in Under-21, nel 2017 ha esordito con la nazionale maggiore slovacca.

## Palmarès

### Club

#### Competizioni nazionali
- Coppa di Slovacchia: 1

Ružomberok: 2023-2024